# 孙世刚
孙世刚（1954年7月—），男，重庆万州人，中国物理化学家。

## 生平
1982年毕业于厦门大学化学系，1986年在法国巴黎居里大学获国家博士学位。1986年9月至1987年10月，任法国科学研究中心(CNRS)界面电化学研究所博士后。1987年12月至1991年11月，任厦门大学化学系博士后，副教授。1991年11月至今，任厦门大学化学系教授。现任固体表面物理化学国家重点实验室学术委员会主任。
2013年获国家自然科学二等奖（第一完成人）。
2015年当选为中国科学院院士。